# 1992年夏季残疾人奥林匹克运动会德国代表团
1992年夏季残疾人奥林匹克运动会德国代表团是德国派出的1992年夏季残疾人奥林匹克运动会代表团。获得61枚金牌、51枚银牌和59枚铜牌。